# Kalina Izabela Zioła
Kalina Izabela Zioła (ur. 4 sierpnia 1952 w Poznaniu) – polska poetka, krytyk literacki, animatorka kultury, tłumaczka, dziennikarka 

## Życiorys
Ukończyła Technikum Łączności ze specjalizacją technik elektronik. Po maturze podjęła pracę w Okręgowym Urzędzie Miar, gdzie przepracowała trzydzieści pięć lat. Poezją zajmowała się od czasów dzieciństwa – już w szkole podstawowej pisała wiersze i teksty piosenek, śpiewała piosenki z własnymi tekstami i wygrywała konkursy podczas „Spotkań z piosenką”, prowadzone w poznańskim Pałacu Kultury (dziś CK ZAMEK) przez Jerzego Garniewicza. W latach siedemdziesiątych związana była z Klubem Literackim przy CK Zamek, prowadzonym przez Jerzego Grupińskiego. Debiutowała wierszem w „Życiu Literackim” w 1970 roku. Utwory jej publikowane były w wielu czasopismach kulturalnych i literackich. Jej wiersze zostały przetłumaczone na język rosyjski, francuski, grecki, ukraiński, białoruski, litewski, serbski, niemiecki, macedoński, ormiański, angielski, esperanto, wietnamski, szwedzki, włoski, bułgarski, chiński i węgierski.
Tłumaczy poezję z rosyjskiego na język polski. Do kilkudziesięciu wierszy Kaliny Izabeli Zioła Tomasz Bateńczuk napisał muzykę, tworząc piosenki poetyckie. Szesnaście z nich opublikowano na płycie „Magia”. Współpracuje z radiem Emaus, gdzie powstały audycje z jej tekstami. Współpracowała też z telewizją ONTV, gdzie zapraszała i prezentowała poetów z całej Polski. Brała udział w międzynarodowych konferencjach poetyckich w Wilnie, na festiwalu „Maj nad Wilią”, w Górskim Karabachu na Międzynarodowym Festiwalu Poezji oraz w Armenii, na Międzynarodowym Festivalu Poezji "Literary Ark", na Międzynarodowym Festiwalu Poezji "Tydzień na Jedwabnym Szlaku 2018" w Xichang, Chiny. Jest współorganizatorką Międzynarodowych Listopadów Poetyckich i konkursów poetyckich „Młode pióra”.
Członkini Zarządu Związku Literatów Polskich, członkini Klubu Literackiego Dąbrówka w Poznaniu, Światowego Stowarzyszenia Poetów POETAS DEL MUNDO, Sekretarz Zarządu Wielkopolskiego Oddziału Stowarzyszenia Dziennikarzy RP oraz Honorowy Członek Związku Pisarzy Armenii, Związku Niezależnych Pisarzy Bułgarskich, Związku Pisarzy Ukrainy, Związku Pisarzy Macedonii, Związku Pisarzy Serbii i Związku Pisarzy Chorwacji.

Stała współpracowniczka e-tygodnika pisarze.pl. Laureatka Drugiego Międzynarodowego Festiwalu Poetyckiego w Górskim Karabachu – Stepanakert 2014 r. Przewodnicząca Kapituły Nagrody Ludzi Życzliwych DOBRE SERCE. Wiceprzewodnicząca Kapituły Nagrody Pracy Organicznej im. Marii Konopnickiej, Nagrody Ekspresjonistycznej FENIKS im. Tadeusza Micińskiego i Nagrody Literackiej IANICIUS im. Klemensa Janickiego.
Członek Kapituły Europejskiego Medalu Poezji i Sztuki HOMER.

## Publikacje

### Poezja
- Srebrny Motyl, Wydawnictwo Naukowe i Literackie RADWAN, Tolkmicko 2010
- Przez chwilę, Wydawnictwo Naukowe i Literackie RADWAN, Tolkmicko 2011
- Kwaśne winogrona, Wydawnictwo Naukowe i Literackie RADWAN, Tolkmicko 2012
- Okno Niepamięci, Biblioteka Tematu, Warszawa 2013 (Wyróżnienie XXXVI Międzynarodowego Listopada Poetyckiego Za Najlepszą Książkę Poetycką Roku; Poznań 2013)
- Piszę do ciebie nocą, Biblioteka Tematu, Bydgoszcz 2014
- На краю ночи – wybór wierszy w języku rosyjskim (tłumaczył Władimir Leonardowicz Sztokman(inne języki)), wyd. NIMA Plewen- Bułgaria 2014
- Po tamtej stronie świtu – wybór wierszy z lat 1970–2015, Biblioteka Tematu, Bydgoszcz 2015
- Kiedyś / Peut-être un jour – wersja polsko-francuska (tłumaczył Athanase Vantchev de Thracy), wyd.  Institut Culturel de Solenzara, Paryż 2015
- Думите все още тлеят – po bułgarsku, (tłumaczyła Vania Angelova), wyd. NIMA Plewen, Bułgaria 2015
- Jak kruchy lód– po ormiańsku (przetłumaczył Gagik Davtyan), wydana przez Związek Pisarzy Armenii, Erywań 2015
- КОГА СИ СО ДРУГА (tłumaczyli Vania Angelova i Petko Szipinkirowski), wyd. BRAN, Struga, Macedonia 2015
- VRUĆI MALAHIT – po serbsku (tłumaczyli Vania Angelova i Najdan Stojanović), wydana przez Bibliotekę Tematu/ NIMA Plewen (Bułgaria) 2016
- ANIOŁY CHODZĄ BOSO PO ŚNIEGU/ NHỮNG THIÊN THẦN CHÂN TRẦN TRÊN TUYẾT wersja polsko-wietnamska, wyd. Biblioteka TEMATU Bydgoszcz 2016
- Oczy od grzechu ciemne, wyd. Biblioteka TEMATU, Bydgoszcz 2017
- PO WŁASNYCH ŚLADACH - wiersze z podróży, Wyd. Temat 2019
- WŁOSKA MOZAIKA / MOSAICO ITALIANO po polsku i włosku, tłum. Igor Costanzo, wyd. Temat, 2019
- « CHŁODNY DOTYK WIATRU  / XОЛОДНИЙ ДОТИК ВІТРУ» po polsku i ukraińsku wyd. TEMAT 2021
- MOTYL I CZAS / MARIPOSA Y TIEMPO książka dwujęzyczna polsko-hiszpańska, (tłumaczył Edgar Zurita, Ekwador), wyd. Cafeina Editores, Gwatemala 2022
- GWIAZDY NAD ADRIATYKIEM / ZVIJEZDE NAD JADRANOM, książka dwujęzyczna polsko-chorwacka, wyd. Chorwackie Stowarzysznie Pisarzy, Rijeka 2022
- BŁĘKITNA PEŁNIA, wyd. Wydawnictwo Miejskie POSNANIA, Poznań 2022
- ŚWIETLISTA CISZA, wersja macedońsko-angielska, tłumaczenie Daniela Andonowska-Trajkowska, Tomasz Mielcarek, Wydawnictwo PIERUN ARTIS, Bitola, Macedonia 2024

### Krytyka literacka
„Na mojej drodze ptaki przelotne” (eseje, recenzje, szkice)  Wydawnictwo Biblioteka Tematu 2015

### Antologie
- Iskra ognia maleńka, Poznań 2012
- Miłość według twórców słowiańskich, Krosno 2012 (w przekładzie na język serbski)
- ...nad inne droższa, Warszawa 2012
- Garavi sokak, Inhija 2012 (antologia pokonkursowa w języku serbskim)
- Czegóż żąda Pan od Ciebie, Białystok 2013
- EPEA - Almanach, Białystok 2013
- Pamięci ofiarom katastrofy smoleńskiej, Gębice, Pępowo 2013
- Śremski wernisaż poetycki Śrem 2013
- Na rozstaju Konfraternia Poetów Kraków 2013
- Jak podanie ręki / Kézfogas tom I (tłum. na jęz. węgierski), Poznań 2013
- Jak podanie ręki / Kiel dono de la mano tom II (tłum. na jęz. esperanto), Poznań 2013
- Jak podanie ręki / Как пожатe руки tom III (tłum. na jęz. rosyjski), Poznań 2014
- Jak podanie ręki / Wie ein Handedruck tom IV (tłum. na jęz. niemiecki), Poznań 2014
- A nie mierzyłeś zamiarów na siły - Rzecz o Hipolicie Cegielskim w 200. rocznicę urodzin, Poznań 2013
- Lustra - Almanach literacki poezja i proza, Warszawa 2013
- Tylko puste krzesła obok, Poznań 2013
- Na rozstaju- Konfraternia Poetów, Kraków 2013
- Śremski Wernisaż Poetycki, Śrem 2013
- Epea Białystok 2014
- Nareszcie wiosna Konfraternia Poetów Kraków 2014
- ...Na skrzydłach myśli... August Cieszkowski i ziemia wierzenicka w poezji, Poznań 2014
- Garavi sokak, Inhija 2014, 2015 (antologia światowej poezji współczesnej" w języku serbskim)
- Poem in World Meridians, Antologia II Międzynarodowego Festiwalu Poezji, Górski Karabach-Armenia, Stepanakert 2014
- Jak podanie ręki / tom V (tłum. na jęz. białoruski), Poznań 2015
- Jak podanie ręki / Ως χείρα βοηθείας tom VI (tłum. na jęz. grecki), Poznań 2015
- Jak podanie ręki tom VII (tłum. na jęz. ukraiński), Poznań 2015
- Słowem ocalić los Poznań 2015
- I to jest nasze życie Warszawa 2015
- Łódź tkanina z wadami Łódź 2015
- Antologia PoemaCafe Poznań 2016
- Antologia Poezji Kobiet Czas Kobiety, Wielka Brytania 2016
- Antologia wierszy o Poznaniu Żyjesz w nas, miasto, Poznań 2017
- Antologia Jidi Majia Poetry and the Word,  Pekin, Chiny 2017
- Antologia światowej poezji World Poetry, Erywań 2017
- Antologia Realm and Territory Fashioned of language, Xichang, Chiny 2018

- Grand Beauty of Qinghai", Xining, Chiny 2019
- Kniżevno pero, Rijeka, Chorwacja 2019
- Antologia 46. Karamanovi Poetski Sriedbi, Radovisz, Macedonia 2019
- WRITER MAGAZINE, Chiny 2019 „
- Życioryty” antologia, Poznań 2020
- Pjesnik Svetonik” antologia poezji miłosnej, Czarnogóra 2020
- Antologia prozy „Ziemia nieobiecana” Poznań 2020
- Antologia Klubu Literackiego „Daję słowo”, Poznań 2020
- Almanach 43. MLP, Poznań 2020
- Antologia polsko-hiszpańska „Jak podanie ręki”, Poznań 2021
- Potyczki aforystów- Poznań 2021
- Almanach 44. MLP, Poznań 2021
- Antologia krytyki literackiej „Generacje”, Poznań 2022
- Arką przez odmęty, Bydgoszcz 2022
- Almanach 45. MLP „Dziś i jutro”, Poznań 2022 „
- Pjesnik Svetonik” antologia poezji miłosnej, Czarnogóra 2022

Książki innych autorów wydane w tłumaczeniu Kaliny Izabeli Zioła z języka rosyjskiego:
- Vania Angelova CUDZA WIARA po polsku  wyd. NIMA Plewen (Bułgaria) 2015
- Vania Angelova Zew Nimfeju  po polsku  wyd. NIMA Plewen (Bułgaria) 2015
- Vania Angelova Бидгошчката Венеция /Wenecja Bydgoska po bułgarsku i polsku  wyd. NIMA Plewen (Bułgaria) 2015
- Vania Angelova Новый Вавилон / Nowy Babilon po rosyjsku i polsku  wyd. NIMA Plewen (Bułgaria) 2015
- Athanase Vantchev de Thracy ἈΚΡΙΒΕΙΑ / PRECYZJA po francusku i polsku wyd.  Institut Culturel de Solenzara, Paryż 2015
- Gagik Davtyan; Koczownicze serce po polsku wyd. Biblioteka Tematu 2015
- Edward Militonyan Poszukiwania po polsku wyd. Biblioteka Tematu 2015
- Antologia współczesnej poezji ormiańskiej "Przenikające się paralele", wyd. Biblioteka Tematu 2016
- Antologia ormiańsko - polska Dialog Armenia - Polska  (współautorstwo z Gagikiem Davtyanem) wyd. Erywań 2018
- Hovhannes Tumanyan Zdobycie Tmukaberdu - po ormiańsku i	polsku, wyd. Erywań 2019
- MOSAICO ITALIANO / WŁOSKA MOZAIKA po	włosku i polsku, wyd. Temat, 201
- Mai Quynh Nam Po drugiej stronie ciszy po polsku we współpracy z Nguyen Chi Thuatem,  wyd. Oficyna Wydawnicza G7P, Poznań 2020
- Igor Jelisiejew Wszystko jest przypadkiem / Всё случайно po polsku i rosyjsku, wyd. TEMAT 2021
- Trương Anh Tú Hoa ban mai / Poranne kwiaty po wietnamsku i polsku we współpracy z Nguyen Chi Thuatem,  wyd. Oficyna Wydawnicza G7P, Poznań 2021
- Jidi Majia Rozdarta planeta. Spóźniona pieśń pogrzebowa  wersja polska, wydano Chiny 2021 r.
- Borće Panov ЌЕЛАВИОТ ГРАД / ŁYSE MIASTO wersja macedońsko - polska, wyd. TEMAT, Bydgoszcz 2022
- Rudy Alfonzo Gomez Rivas '''EN LA TELARAÑA DE LOS SUEÑOS / W PAJĘCZYNIE SNÓW''', wersja hiszpańsko – polska, Wydawnictwo TEMAT, Bydgoszcz 2022
- Teodozija Zariwna '''ZIEMIA SIEDMIU WIATRÓW''', wyd. Fundacja Literacka „Jak podanie ręki”, Poznań 2022
- Jegisze Czarenc '''DZIEWCZYNA JAK ABAŻUR''', wersja ormiańsko – polska, wyd. Wernatun Media, Erewań 2022
- Antologia '''STOKROTKI NA ZGLISZCZACH''', wiersze o Ukrainie (tłumaczenie kilkudziesięciu wierszy autorów zagranicznych i redakcja), wyd. Biblioteka ReWirów, Poznań 2022
- KRAINA NIEŚMIERTELNYCH MOTYLI  Antologia poezji latynoamerykańskie, wersja hiszpańsko-polska, Biblioteka Rewirów, Poznań 2024
- Daniela Antonowska -Trajkowska OBLĘZONY CZAS, wersja macedońska - polska Biblioteka Rewirów, Poznań 2024

## Odznaczenia i nagrody
- Zasłużony Pracownik Państwowy - Odznaka honorowa Prezesa Rady Ministrów, Warszawa 1989
- Nagroda Pracy Organicznej im. Marii Konopnickiej 2012
- Medal Labor Omnia Vincit - Praca Wszystko Zwycięża, Poznań 2013
- Symboliczna Nagroda im. Ryszarda Milczewskiego-Bruna w dziedzinie poezji, Poznań 2013
- Nagroda Ekspresjonistyczna FENIKS im. Tadeusza Micińskiego, Bydgoszcz 2014
- "Złote Pióro" za całokształt twórczości poetyckiej, krytycznoliterackiej oraz za propagowanie kultury polskiej w świecie, Bruksela 2014.
- Nagroda Drugiego Międzynarodowego Festiwalu Poetyckiego w Górskim Karabachu – Stepanakert 2014 r.
- Medal Jerzego-Sulimy Kamińskiego za budowanie pomostów literackich pomiędzy Pomorzem i Kujawami a Wielkopolską, Bydgoszcz 2014
- "IANICIUS" - Nagroda Literacka im. Klemensa Janickiego za literackie i humanistyczne treści w bogatej twórczości literackiej, Bydgoszcz 2015
- Nagroda Ludzi Życzliwych DOBRE SERCE, Poznań 2015
- Grand Prix de Poésie Solenzara przyznaną przez Institut Culturel de Solenzara w Paryżu za całą całą twórczość literacką, Paryż 2015
- Statuetka Augusta Cieszkowskiego przyznana przez Klub Profesorów WIERZENICA " Za wybitną twórczość poetycką i niezwykłą aktywność w dziedzinie kultury", Wierzenica 2016
- Złoty Medal Związku Pisarzy Armenii za krzewienie kultury ormiańskiej w Polsce i polskiej w Armenii – Erywań 2016
- Nagroda im. Witolda Hulewicza za antologię poezji ormiańskiej i twórczość własną – Warszawa 2016
- Honorowy Medal Związku Niezależnych Pisarzy Bułgarskich za wkład w europejską i światową literaturę – Sofia 2017
- Odznaka Honorowa "Za Zasługi Dla Województwa Wielkopolskiego" Poznań 2017,
- Złoty Medal "Odznaka Honorowa" Związku Pisarzy Ukrainy, Kijów 2018
- Złota Odznaka Honorowa Ukraińskiej Fundacji Literackiej im. Borysa Olijnika, Kijów 2018
- Złoty Medal Związku Niezależnych Pisarzy Bułgarii, Sofia 2018
- Tytuł "Mecenat Literacki" za wysoką jakość tłumaczeń od Związku Pisarzy Armenii, Erywań 2018
- Nagrodę "Kawalera Światowej Poezji" im. Radko Radkova  "Za wyjątkowy wkład w światową poezję", Sofia  2018.
- Międzynarodowa Nagroda w Dziedzinie Krytyki Literackiej, Grand Prix International 2018, Bitola, Macedonia 2018
- Międzynarodowa Nagroda Świętych Tłumaczy KANTEH, Erywań	- Eczmiadzin 2019
- Nagroda im. Świętych Cyryla i Metodego „Za wkład w europejską i światową literaturę”, przyznana przez Związek Niezależnych Pisarzy Bułgarii, Sofia 2020
- Nagroda Honorowa Zasłużony dla Kultury Polskiej Warszawa 2020
- Medal Alfreda Kowalkowskiego za osiągnięcia w zakresie sztuki translatorskiej, Bydgoszcz 2020
- Międzynarodowa Nagroda Literacka im. Petara Kanavelića, Korćula, Chorwacja 2021
- Międzynarodowa Nagroda Literacka DONAT , Zadar, Chorwacja 2021
- Literacka Nagroda GORAN BUJIĆ, Zadar, Chorwacja  2021
- Nagroda Ministra Kultury i Dziedzictwa Narodowego za osiągnięcia w pracy artystycznej, Warszawa 2022
- Medal Wolności za poezję patriotyczną, Knin Chorwacja 2023
- Nagroda Specjalna „Aco Karamanov” za wysoką wartość i kreatywność w twórczości poetyckiej, Radovisz, Macedonia 2023.